# Saint-Nicolas-de-la-Balerme
Saint-Nicolas-de-la-Balerme è un comune francese di 413 abitanti situato nel dipartimento del Lot e Garonna nella regione della Nuova Aquitania.

## Società

### Evoluzione demografica
Abitanti censiti